# Anthony Sweeney
Anthony John Sweeney (20 de mayo de 1938) es un deportista británico que compitió en judo. Ganó cuatro medallas de bronce en el Campeonato Europeo de Judo entre los años 1961 y 1965.
Participó en los Juegos Olímpicos de Tokio 1964, donde finalizó undécimo en la categoría de +80 kg.

## Palmarés internacional
| Campeonato Europeo | Campeonato Europeo    | Campeonato Europeo | Campeonato Europeo |
| Año                | Lugar                 | Medalla            | Categoría          |
| ------------------ | --------------------- | ------------------ | ------------------ |
| 1961               | Milán (Italia)        | Medalla de bronce  | 2.º dan            |
| 1963               | Ginebra (Suiza)       | Medalla de bronce  | Abierta (A)        |
| 1964               | Berlín Oriental (RDA) | Medalla de bronce  | +80 kg             |
| 1965               | Madrid (España)       | Medalla de bronce  | –93 kg             |